# NGC 6
NGC 6(NGC 20)，是仙女座的一個透镜状星系。星等為13.1等，赤經為9分32.6秒，赤緯為+33°18'32"。在1885年9月20日被首次發現。紅位移有 4971 km／s